# Ixora
Ixora es un género de plantas con 529 especies, pertenecientes a la familia de las rubiáceas que florece todo el año. También se conoce como cruz de Malta, coralillo, Santa Rita, rangan, kheme, ponna, entre otros. Es la flor oficial del departamento de Norte de Santander en Colombia.

## Clima
Aunque es un arbusto nativo de las zonas tropicales en Asia, principalmente de la India, su cultivo se ha extendido a las regiones tropicales de Estados Unidos, como La Florida. Aunque se recomienda que reciban la luz del sol filtrada, son muy resistentes al fuerte sol de los trópicos. Sin embargo, requieren de un clima bastante húmedo o de abundante agua.

## Crecimiento
Las plantas pueden crecer hasta formar arbustos de tamaño mediano. Producen una gran cantidad de racimos de flores pequeñas, cuyos colores van del naranja rojizo intenso al blanco. Florece casi todo el año.

## Especies seleccionadas
- Ixora abyssinica Kuntze
- Ixora accedens Valeton
- Ixora aciculiflora Bremek.
- Ixora ackeringae (Teijsm. & Binn.) Valeton ex Bremek.
- Ixora acuminata Thwaites
- Ixora acutifolia Reinw. ex Miq.
- Ixora brachiata
- Ixora brevipedunculata
- Ixora coccinea L.
- Ixora degemensis
- Ixora ferrea (Jacq.) Benth. - palo de hierro, lengua de vaca (Cuba).[2]
- Ixora floribunda (A.Rich.) Griseb. - lengua de vaca (Cuba)[2]
- Ixora foliosa
- Ixora johnsonii
- Ixora jucunda
- Ixora lawsoni
- Ixora malabarica
- Ixora marquesensis
- Ixora moorensis
- Ixora nigerica
- Ixora ooumuensis
- Ixora pudica
- Ixora raiateensis
- Ixora raivavaensis
- Ixora saulierei
- Ixora setchellii
- Ixora st.-johnii
- Ixora stokesii
- Ixora temehaniensis
- Ixora umbellata
- Ixora williamsii